# Stelling van Amsterdam
Tuyến phòng thủ dưới nước của Amsterdam (tiếng Hà Lan:Stelling van Amsterdam, phát âm [ˌstɛlɪŋ vɑn ˌɑmstərˈdɑm]) là một vành đai công sự dài 135 km xung quanh Amsterdam. Nó bao gồm 42 pháo đài nằm cách 10–15 km từ trung tâm và các vùng đất trũng xung quanh có thể tạo ngập lụt trong thời gian chiến tranh. Khu ngập lụt này được thiết kế để có chiều sâu khoảng 30 cm, không đủ sâu cho tàu thuyền qua lại. Bất kể tòa nhà nào cách tuyến phòng thủ này trong khoảng cách 1 km phải được xây bằng gỗ để có thể đốt được và sự cản trở sẽ được phá bỏ.
Stelling van Amsterdam được xây trong khoảng từ 1880 và 1914. Sự phát minh ra máy bay và xe tăng khiến cho các pháo đài lỗi thời gần như ngay khi chúng vừa được hoàn thành. Nhiều pháo đài ngày nay nằm dưới sự kiểm soát của các hội đồng thành phố và các sở và có thể cho khách tham quan. Monumentdag, vào ngày Thứ 7 thứ hai của tháng 9 là ngày lý tưởng để tham quan do vào cửa miễn phí.

## Chức năng
Stelling van Amsterdam chủ yếu là một tuyến phòng thủ mặt nước được sử dụng trong trường hợp có kẻ thù tấn công, những vùng đất rộng lớn quanh Amsterdam sẽ bị ngập trong nước để ngăn kẻ thù tiến lên. Amsterdam hoạt động như là vị trí cố thủ quốc gia, là thành trì cuối cùng của Hà Lan. Pháo đài được xây dựng trong đó đường bộ, đường sắt hoặc những con đê xuyên qua dòng nước. Tại những địa điểm như vậy, sẽ không có nước để ngăn chặn kẻ thù và vì vậy pháo đài có hỏa lực để bắn trả kẻ thù di chuyển trên đó.

## Danh sách pháo đài

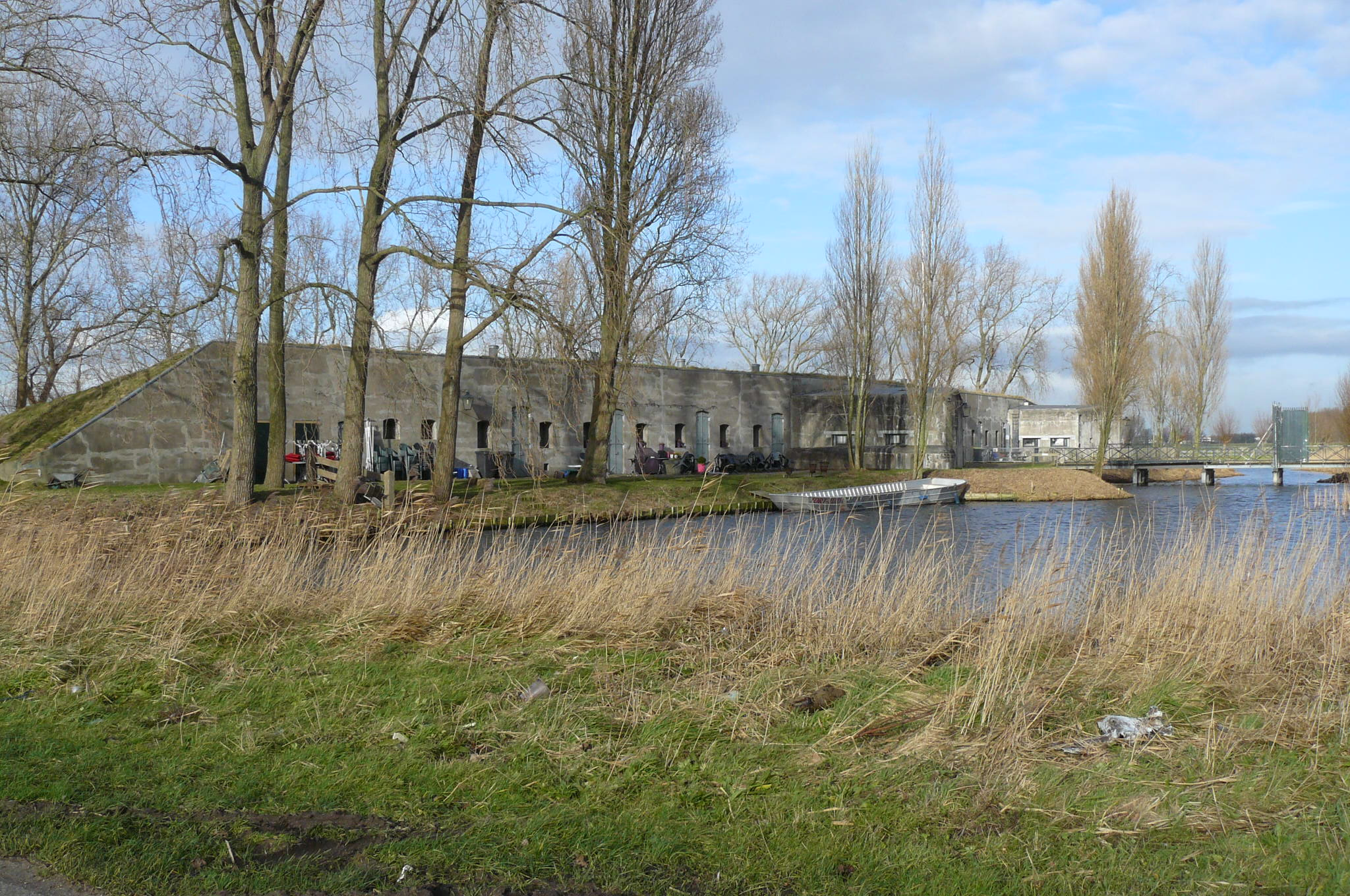
Pháo đài Nam của Spaarndam.

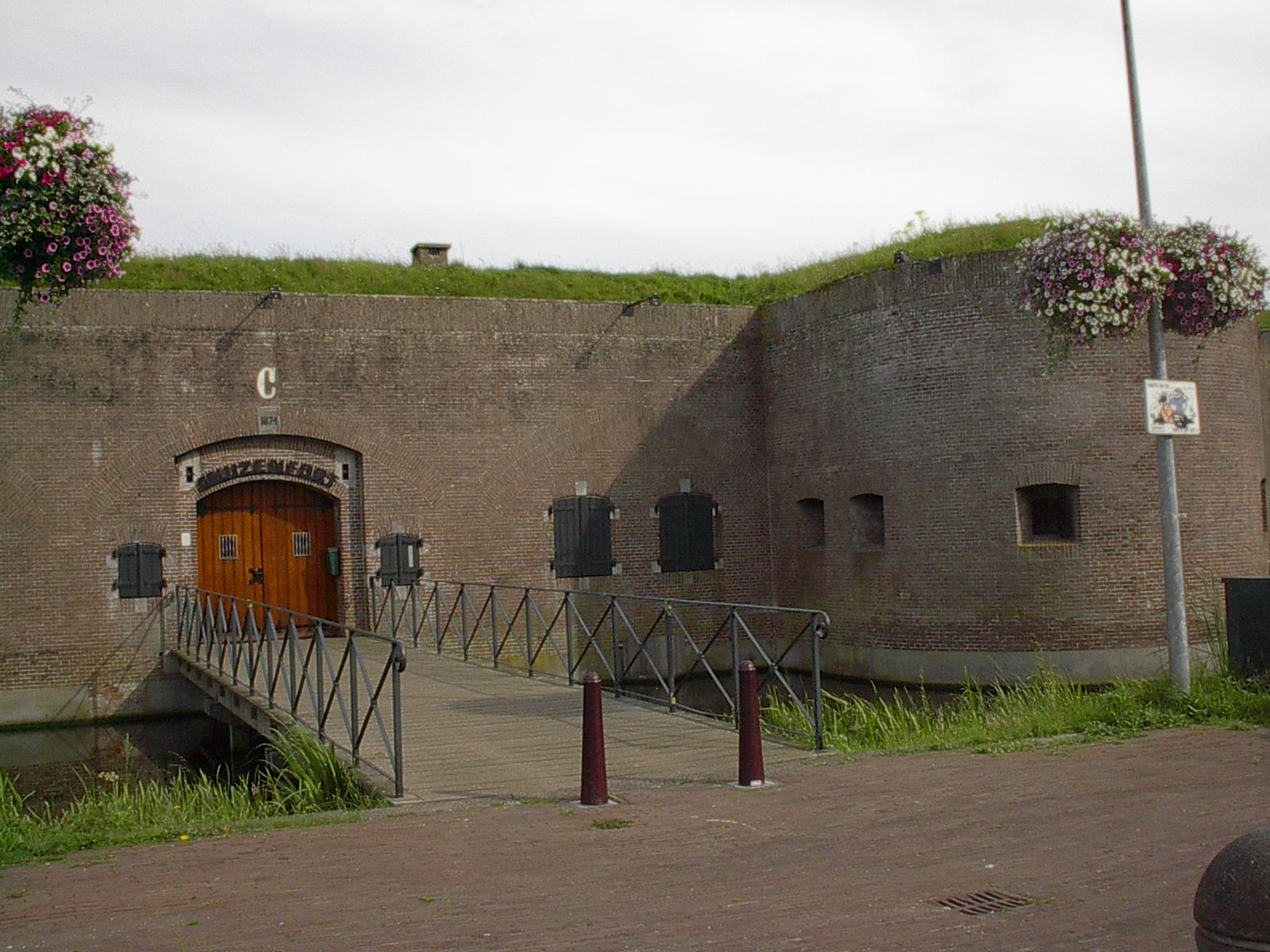
Pháo đài Muiden.

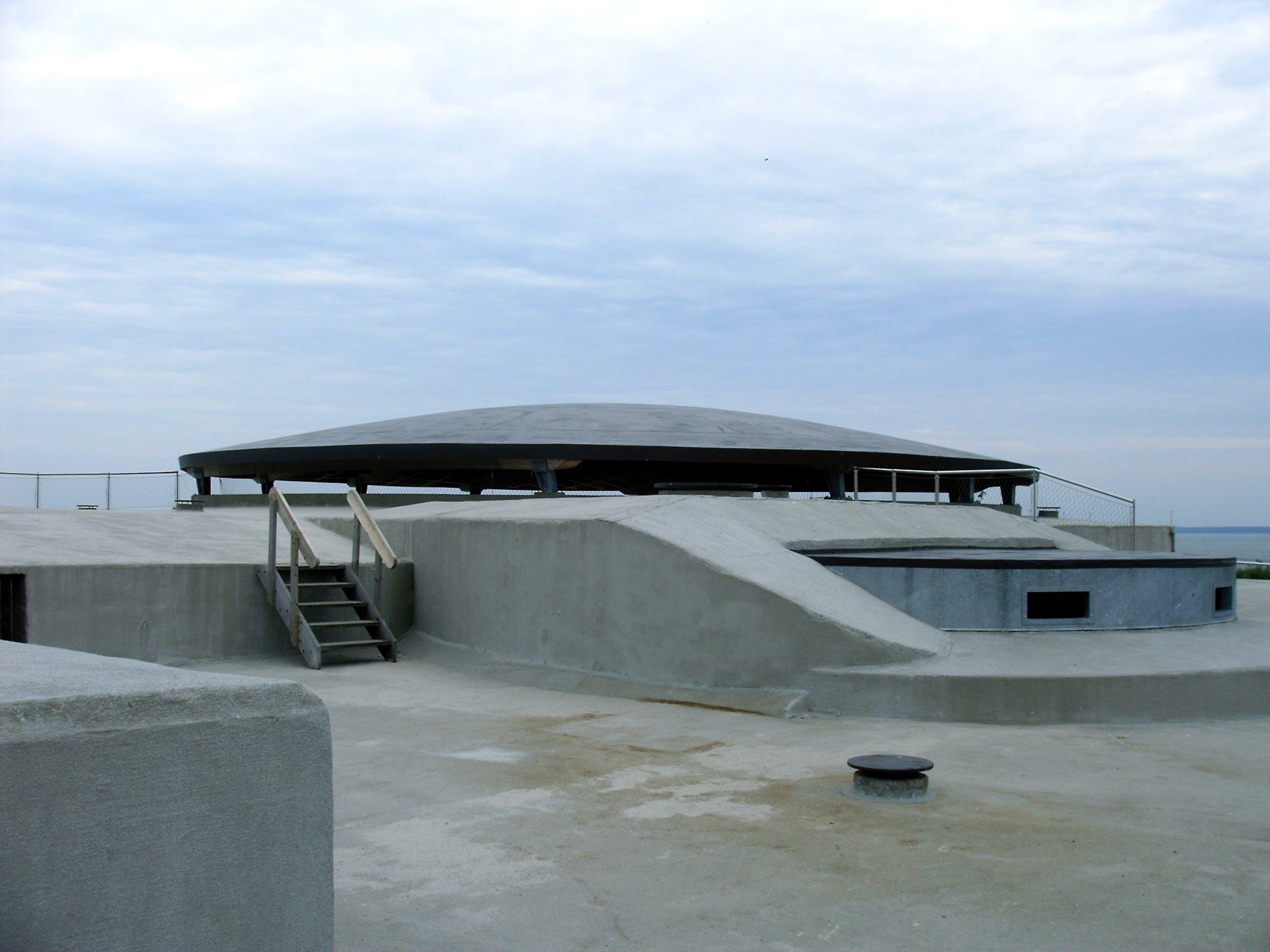
Pháo đài trên đảo Pampus.

### Mặt Bắc
- Pháo đài gần Edam
- Pháo đài gần Kwadijk
- Pháo đài Bắc của Purmerend
- Pháo đài dọc theo Nekkerweg
- Pháo đài dọc theo Middenweg
- Pháo đài dọc theo Jisperweg
- Pháo đài gần Spijkerboor

### Mặt Tây Bắc
- Pháo đài gần Marken-Binnen
- Pháo đài gần Krommeniedijk
- Pháo đài dọc theo Den Ham
- Pháo đài gần Veldhuis
- Pháo đài dọc theo St. Aagtendijk
- Pháo đài tại Zuidwijkermeerpolder
- Pháo đài gần Velsen
- Pháo đài bờ biển gần IJmuiden

### Mặt Tây
- Pháo đài Bắc của Spaarndam
- Pháo đài Nam của Spaarndam
- Pháo đài gần Penningsveer
- Pháo đài gần Liebrug
- Pháo đài dọc theo Liede

### Mặt Tây Nam
- Pháo đài gần Vijfhuizen
- Khẩu đội pháo dọc theo IJweg
- Pháo đài gần Hoofddorp
- Khẩu đội pháo gần Sloterweg
- Pháo đài gần Aalsmeer

### Mặt Nam
- Pháo đài gần Kudelstaart
- Pháo đài gần De Kwakel
- Pháo đài dọc theo Drecht
- Pháo đài gần Uithoorn
- Pháo đài Waver-Amstel
- Pháo đài tại Waver-Botshol
- Pháo đài dọc theo Winkel

### Mặt Đông Nam
- Pháo đài gần Abcoude
- Khẩu đội pháo dọc theo Gein
- Pháo đài gần Nigtevecht
- Pháo đài gần Hinderdam
- Pháo đài Uitermeer
- Pháo đài Weesp

### Mặt Zuiderzee
- Pháo đài Muiden
- Khẩu đội pháo gần Diemerdam
- Pháo đài Pampus
- Khẩu đội pháo gần Durgerdam (Vuurtoreneiland)